# Luís XV de França
Luís XV (Versalhes, 15 de fevereiro de 1710 – Versalhes, 10 de maio de 1774), também conhecido como Luís, o Bem-Amado (em francês:  le Bien-Aimé), foi o Rei da França e Navarra de 1715 até sua morte. Ele sucedeu seu bisavô Luís XIV com apenas cinco anos de idade. Até alcançar a maioridade em 1723, seu reino foi governado por seu tio-avô Filipe II, Duque d'Orleães como regente. O cardeal André Hercule de Fleury foi seu principal ministro de 1726 até 1743, quando o rei passou a conduzir pessoalmente o ministério.
Durante seu reinado, Luís devolveu os Países Baixos Austríacos à Áustria como parte do Tratado de Aquisgrão de 1748. Ele também cedeu a Nova França na América do Norte depois da Guerra dos Sete Anos em 1763. Ele acabou incorporando os territórios de Lorena e Córsega ao Reino da França. Morreu em 1774 e foi sucedido por seu neto Luís XVI.

## Primeiros anos

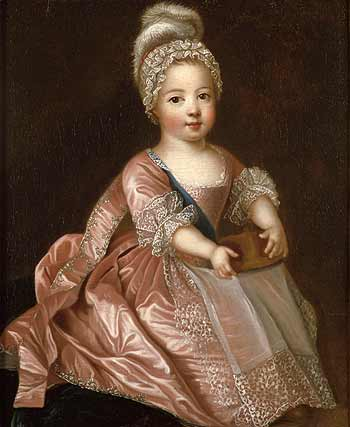
Luís XV quando criança, em 1712. Na época, era costume vestir assim garotos muito novos da aristocracia.

O futuro Luís XV nasceu Palácio de Versalhes em 15 de fevereiro de 1710, durante o reinado de seu bisavô, Luís XIV, o Rei Sol. Era o terceiro filho de Luís, Duque da Borgonha e Maria Adelaide de Saboia, embora, na prática, tenha sido o segundo filho, já que o primogênito havia morrido. Seu avô paterno era Luís, o Grande Delfim, conhecido como Monseigneur, filho mais velho do Rei Sol. Luís ostentava o título de Duque de Anjou desde seu nascimento, e detinha o privilégio e título de um Fils de France (Filho da França).
Em 1710, o primeiro na linha de sucessão era o Grande Delfim, filho mais velho e o único varão sobrevivente de Luís XIV. Monseigneur teve três filhos: Luís, Duque da Borgonha, depois investido como delfim; Filipe, Duque de Anjou, que mais tarde se tornaria rei da Espanha como Filipe V, e Carlos, Duque de Berry. A mãe do pequeno Luís, a delfina Maria Adelaide, era uma mulher vivaz e carinhosa, algo pouco comum na família real, que parecia realmente apaixonada pelo marido. O casal desenvolveu um papel central na corte de Versalhes quando o Rei Sol envelheceu. Ambos, juntamente com o segundo filho, morreram de sarampo quando o pequeno Luís tinha dois anos.
Em 1700, Filipe, Duque de Anjou, herda a coroa espanhola de sua avó, Maria Teresa da Áustria, tornando-se Filipe V de Espanha. A transferência da coroa espanhola da Casa da Áustria para os Bourbon causou a Guerra de Sucessão Espanhola (1701-1713). Havia a possibilidade de que o novo soberano da Espanha pudesse ascender ao trono da França se o Grande Delfim (filho de Luís XIV) e o Duque da Borgonha (neto de Luís XIV) morressem antes de Luís XIV, o que de fato aconteceu. As potências protestantes unidas aos Habsburgos da Áustria se opuseram a uma possível união dinástica entre a França e Espanha, o que significaria o nascimento da hegemonia dos Bourbon. Com a assinatura da Paz de Utrecht (1713), Filipe V teve que desistir da perspectiva de tornar-se um monarca francês.
Em 14 de abril de 1711, apesar de gozar de boa saúde e não ter idade avançada, o Grande Delfim morreu repentinamente de causas naturais. Seu filho, o duque da Borgonha, tornou-se o novo delfim da França. Apenas um ano depois, em 12 de fevereiro de 1712, a delfina Maria Adelaida morreu de sarampo e, uma semana depois, em 18 de fevereiro, seu marido, o duque da Borgonha, padeceu da mesma doença. Temendo que as duas crianças também tivessem sido infectadas pela doença, os médicos submeteram a violentas sangrias o mais velho, o então investido delfim Luís, Duque de Bretanha que morreu em 8 de março, enfraquecido pelo tratamento. Somente a firme e determinada intervenção de Madame de Ventadour, governanta dos Filhos de França, impediu os médicos de sangrarem o pequeno Luís. A governanta, assistida por mais três babás, cuidou dele durante toda a infância e Luís sempre a amou como mãe. O delfim, após a morte de seu avô, pai e irmão mais velho, tornou-se rei da França três anos depois, com a morte de seu bisavô Luís XIV.

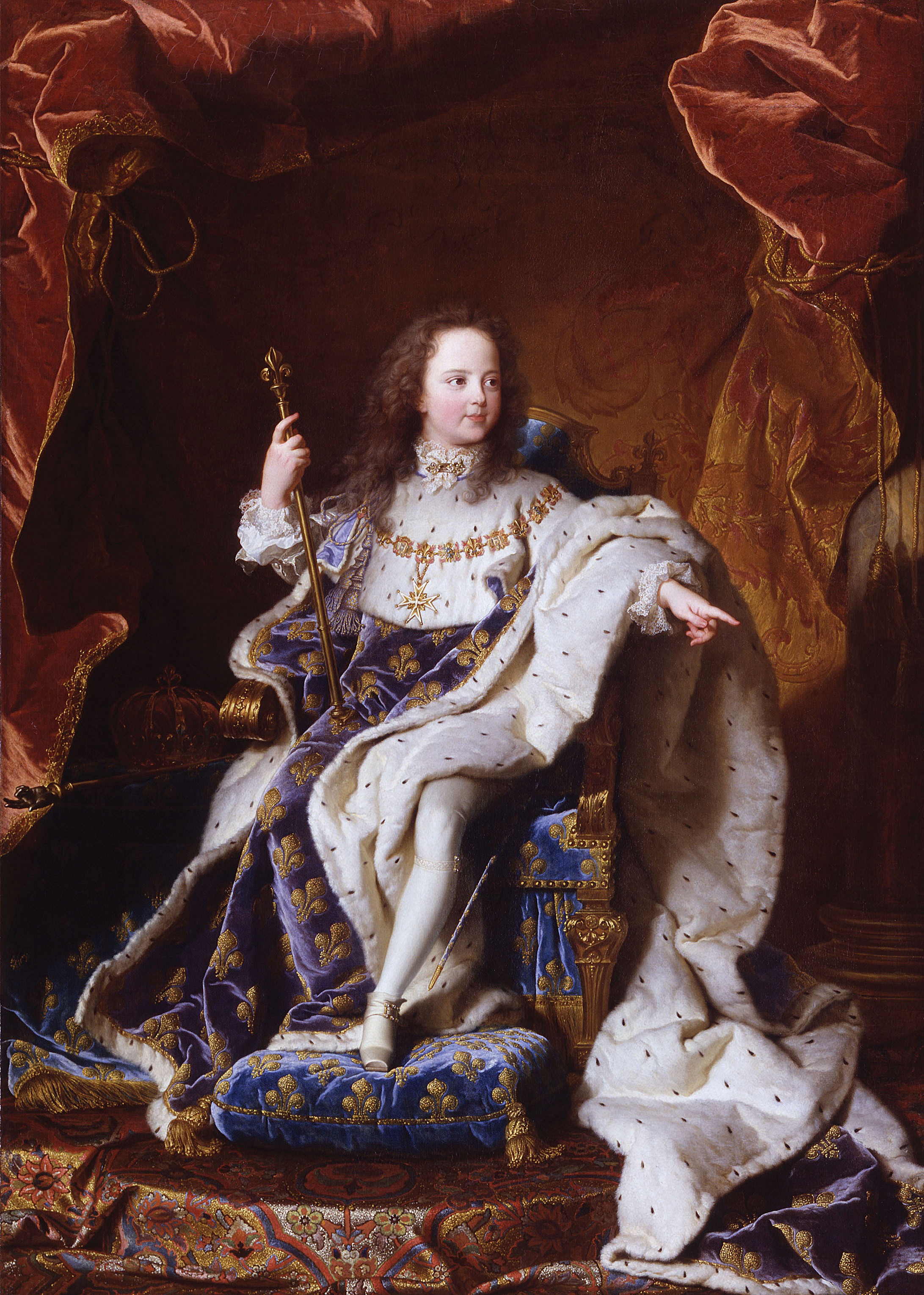
Luís XV em traje de coroação.

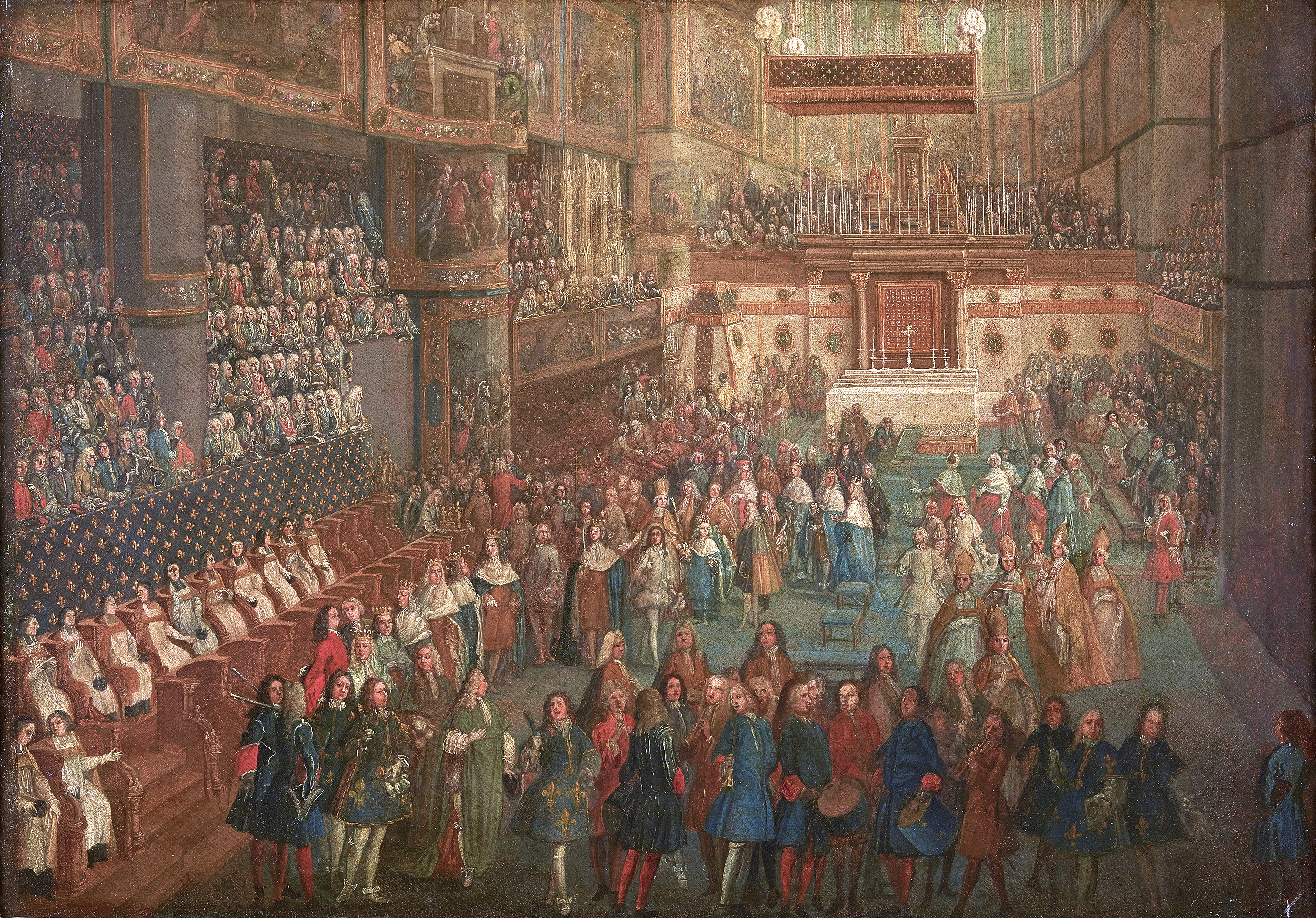
A coroação de Luís XV de França.

De acordo com a tradição real francesa, de que os príncipes deviam ser colocados sob os cuidados dos homens quando eles chegassem ao seu sétimo aniversário, Luís foi separado de sua governanta, Madame de Ventadour, em fevereiro de 1717, e posto sob os cuidados de François de Neufville, Duque de Villeroi, que havia sido designado como seu tutor segundo a vontade de Luís XIV de agosto de 1714. O duque de Villeroi serviu sob a autoridade formal do duque de Maine, que estava encarregado de supervisionar a educação do rei. Ele foi auxiliado por Fleury (que viria a ser cardeal de Fleury), que serviu como tutor do rei. 
Como seu tutor, Fleury deu-lhe uma excelente educação. Luís foi ensinado por professores de renome, como o geógrafo Guillaume Delisle. Luís XV tinha uma personalidade curiosa e de mente aberta. Ele era um ávido leitor, e desenvolveu um gosto eclético. Mais tarde, Luís XV defendeu a criação de departamentos de Física (1769) e mecânica (1773) no Collège de France.
Durante a Regência de Filipe (duque d'Orleães), em consonância com suas promessas, favoreceu a nobreza (aristocracia) que tinha sido privada de influências e poder no governo durante o reinado de Luís XIV. Ele estabeleceu o chamado Polisínodo (15 de Setembro de 1715), uma estrutura de conselhos que teve vida curta e que deu maior possibilidade para a aristocracia tomar parte nas decisões governamentais. Ele concluiu uma aliança com a Grã-Bretanha e a Holanda em 1717 (Tríplice Aliança), em um esforço para evitar que Filipe V de Espanha reivindicasse a coroa da França se o jovem Luís XV morresse.
Confrontado com uma total falta de competência da aristocracia nos assuntos do governo, o regente reverteu o sistema de polisínodos para a organização monárquica de governo que existia no reinado de Luís XIV e, em 1718, reintegrou os secretários de Estado. O Cardeal Dubois, confidente do Regente, foi nomeado primeiro-ministro em 1722. Em uma tentativa de recuperar as finanças francesas, a regência tentou uma série de experimentos financeiros originais, destacando-se o que deu origem ao regime inflacionário do famoso John Law. O estouro da bolha especulativa acionária e financeira alimentada pelo sistema de Law trouxe a ruína de muitos aristocratas e burgueses.

## Governo

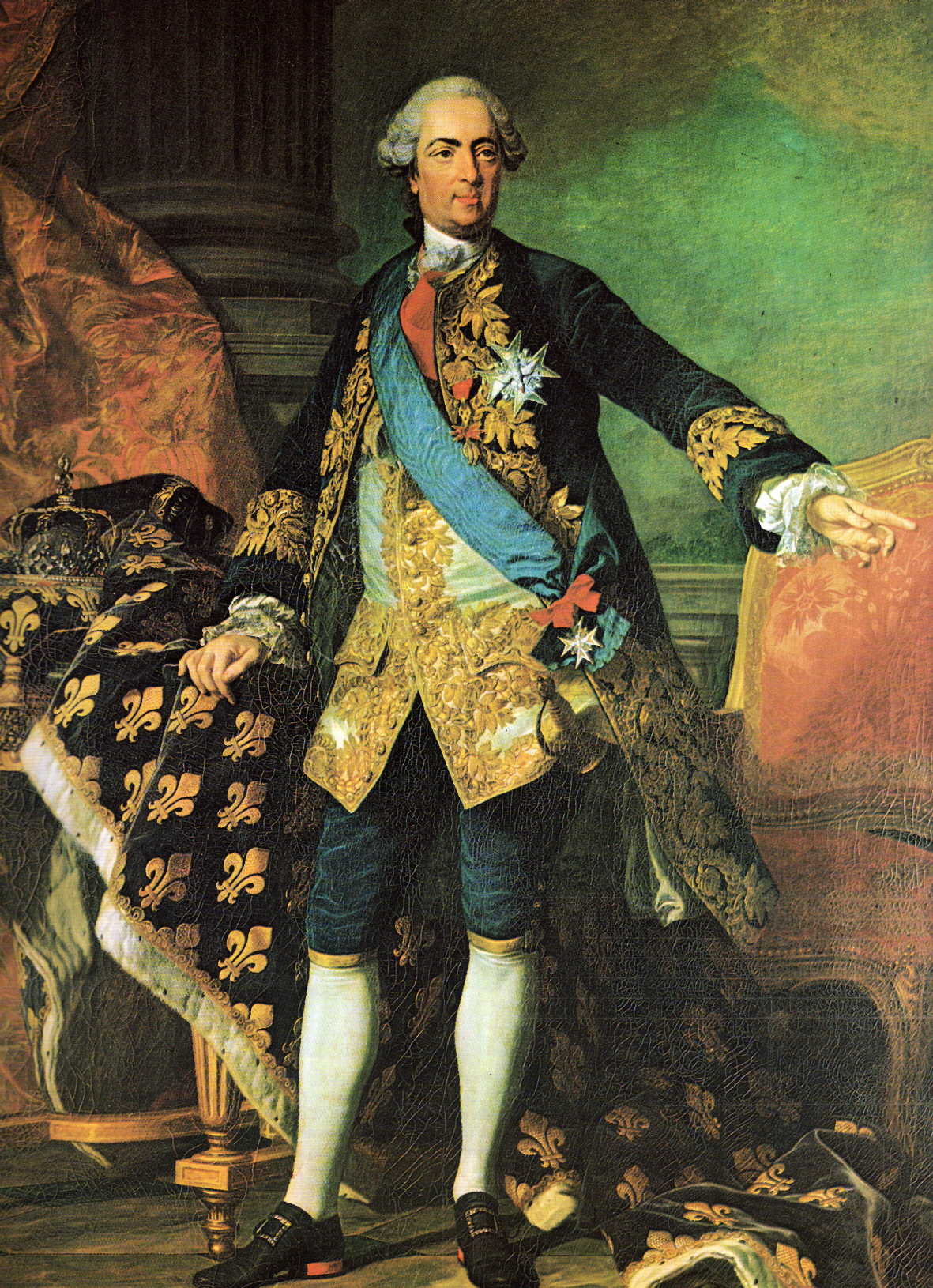
Luís XV, o Bem-Amado.

Luís XV destituiu o duque, que se tornara impopular, e escolheu, em 1726, seu antigo preceptor, o cardeal de Fleury (1726-1743), para governar. Este engajou a França na guerra da Sucessão da Polônia (1733-1735), que terminou com o Tratado de Viena (1738) e a aquisição do ducado de Lorena, e na guerra da Sucessão da Áustria, em aliança com Frederico II da Prússia, até o final das hostilidades selada pelo Tratado de Aquisgrão (1748). Após a morte de Fleury, em 1743, Luís, exibindo amantes oficiais — Madame de Châteauroux, de Pompadour e du Barry, com quem ele esbanjou enormes quantias de dinheiro — decidiu governar sem primeiro-ministro, assumindo verdadeiramente o poder, mas provou ser um rei fraco, que reduziu o prestígio da monarquia francesa tanto interna quanto externamente. Dirigiu, sobretudo, as relações exteriores. 
Apesar de tradicionalmente ser conhecido como homem voltado ao prazer e aos caprichos, Luís XV fez destacar o Reino no plano intelectual e das artes. Entre as amantes do rei, destacou-se a marquesa de Pompadour, que o influenciou fortemente, sobretudo na área da política externa. A extravagância da corte e o alto custo da guerra absorveram todos os recursos da França e os esforços de racionalizar o sistema tributário fracassaram.
Empreendida, como decorrência da "revogação das alianças", para pôr em xeque os desígnios ambiciosos da Prússia e da Inglaterra, a guerra dos Sete Anos (1756-1763) resultou (apesar do Pacto de Família concluído por Choiseul em 1761 entre os quatro ramos da casa de Bourbon) na perda das possessões na Índia e no Canadá (Tratado de Paris de 1763). 

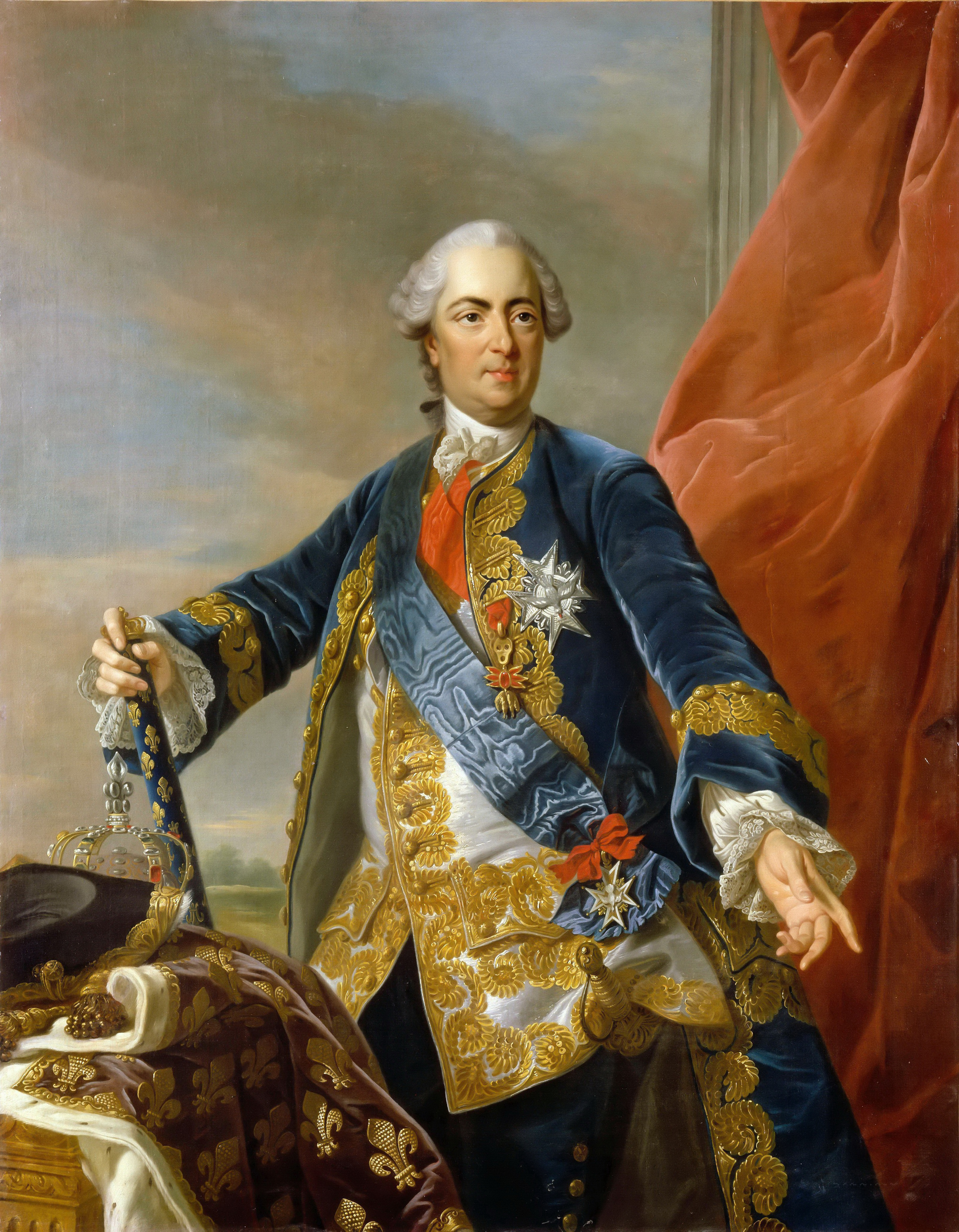
Luís XV

Luís XV levou a cabo uma dura campanha de perseguição aos protestantes quando iniciou o seu governo. A política religiosa do rei provocou a oposição do Parlement de Paris, que obteve a dissolução da Companhia de Jesus (1764) mas, por outro lado, fracassou em realizar reformas. 
Em termos sociais, no campo os agricultores tinham baixíssimos rendimentos e os privilégios ainda pertenciam a uma minoria de nobres e do alto clero. O monarca propôs reformas fiscais relativamente a estes privilégios, mas de uma forma autoritária, o que veio a refletir-se negativamente, porque se voltaram contra si quer os privilegiados quer as facções contrárias ao absolutismo.
O agravamento da situação teve origem na política externa da França: a rivalidade com os Habsburgos e as necessidades impostas pela expansão marítima. O monarca não soube gerir simultaneamente com sucesso estes dois assuntos, dado que perdeu quase todos os territórios ultramarinos no Tratado de Paris, conseguindo, no entanto, fazer uma aliança com os Habsburgos contra a Prússia. O duque de Choiseul tentou restaurar a ordem, procurando soluções para os danos causados pela Guerra dos Sete Anos. Ele reorganizou a marinha e o exército, anexou a Lorena e a Córsega, mas, excessivamente favorável ao Parlement, teve de ceder seu lugar ao triunvirato constituído por Maupeou, Terray e d'Aiguillon (1770-1774). Sua profecia, "depois de mim, o dilúvio", cumpriu-se, duas décadas mais tarde, com a queda da monarquia francesa.
Maupeou suprimiu os parlamentos e substituiu-os por conselhos; Terray reorganizou as finanças; d'Aiguillon não conseguiu impedir a partilha da Polônia. Essa tentativa de reforma provocou a oposição dos parlamentares, que foram banidos e em seu lugar foi convocado, em 1771, um Parlement submisso. Os últimos anos do reinado foram marcados por uma recuperação interna e pelo revigoramento da aliança com a Áustria. O reinado viu a prosperidade da aristocracia e da opulenta burguesia, apesar de o país estar à beira da bancarrota. O fracasso do rei em solucionar os assuntos financeiros fez com que ele deixasse para seu sucessor, Luís XVI, um governo insolvente.

## Pretendentes, casamento e amantes
Na década de 1720 iniciaram-se os planos para um futuro casamento entre Luís XV e alguma princesa europeia, visando consolidar alianças políticas. O ministro da França Duque de Bourbon preparou uma lista com 99 possíveis candidatas ao posto de Rainha da França, entre elas estavam: Ana da Grã-Bretanha, Maria Bárbara de Portugal, Carlota Amália da Dinamarca, Isabel Teresa de Lorena, Henriqueta de Módena, Henriqueta Luísa de Bourbon e Isabel Alexandrina de Bourbon.

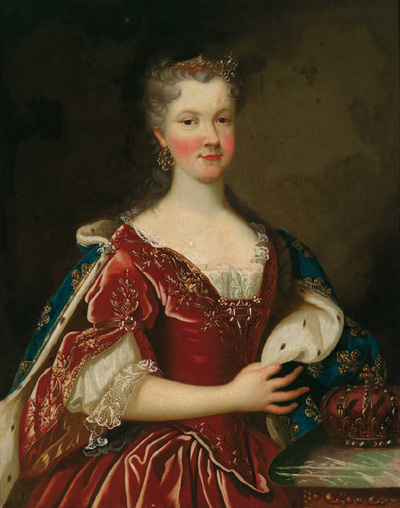
Retrato de Maria Leszczyńska, princesa polonesa escolhida como esposa de Luís XV, c. 1725

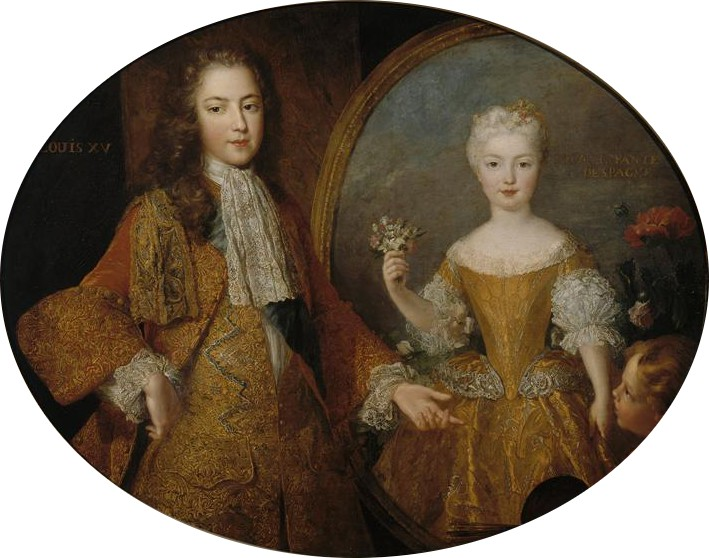
Retrato de Luís XV com a noiva, a infanta Mariana Vitória, filha de Filipe V da Espanha
Por Alexis Simon Belle, c. 1724

Após a Guerra da Quádrupla Aliança, França e Espanha decidiram reconciliar-se mediante a um casamento entre o jovem rei Luís XV e a infanta Mariana Vitória, filha do rei Filipe V de Espanha. O embaixador francês, Luís de Rouvroy, Duque de Saint-Simon, pediu a mão de Mariana Vitória em nome de Luís em 25 de novembro de 1721. A troca da jovem infanta teve seu lugar na Ilha dos Faisões, local onde os seus antepassados Luís XIV de França e Maria Teresa da Espanha tinham-se encontrado pela primeira vez antes do casamento. Mariana Vitória chegou a Paris no dia 2 de março de 1721, houve celebração e a mesma se instalou-se no Palácio do Louvre. Como era jovem demais, deveria atingir uma idade mais madura para se casar. Mariana Vitória era admirada e popular na corte, todavia seu marido o rei evitava a presença dela;  Portanto, sob a influência do primeiro-ministro Luís Henrique, Duque de Bourbon e a amante deste, Madame de Prie, foi decidido enviar a menina de sete anos novamente para a Espanha em 11 de março de 1725. O duque de Bourbon queria manter sua influência sobre o jovem Luís XV e ofereceu sua irmã Henriqueta Luisa de Bourbon como uma esposa em potencial, que ao contrário de Mariana Vitória, tinha idade suficiente para conceber um herdeiro ao trono.
Posteriormente Luís XV casou-se com Maria Leszczyńska, filha de Estanislau I Leszczyński, rei deposto da Polónia. A irmã de Mariana Vitória, a infanta Maria Teresa Rafaela, casou-se com o filho de Luís XV em 1745 para tranquilizar a insultada corte espanhola.
Nesse ínterim, a partir dos quatorze anos, Luís XV começou a se misturar entre jovens com quem viveu aventuras diferentes, o acadêmico Maurice Lever, em sua biografia do rei francês, refere-se a uma homossexualidade latente no rei: "Sua atração pelos meninos começou cedo. Alguns biógrafos benevolentes tentaram livrá-lo dessa preferência. No entanto, está tão amplamente relatada pelos memorialistas mais dignos de fé que não se pode duvidar disso sem ofender seriamente a verdade".

### Madame de Pompadour e Madame du Barry

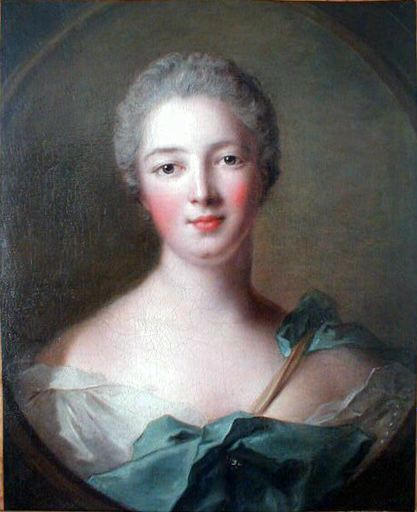
Madame de Pompadour

Jeanne-Antoinette Poisson nasceu em 1721, filha de Luise Madeleine de La Motte, uma rica herdeira burguesa e François Poisson, embora a paternidade não lhe seja atribuída. A menina recebeu uma boa educação no convento e também nos salões parisienses frequentados por artistas, escritores e filósofos. Graças a seus amigos, ela conseguiu participar do baile organizado para comemorar o casamento do delfim e, nessa ocasião, conheceu Luís XV, que a tornou sua amante. Depois de comprar o título de Marquesa de Pompadour, Jeanne-Antoinette foi reconhecida como maîtresse-en-titre (Amante oficial). Madame de Pompadour teve considerável influência nas artes, moda, teatro e música, ditando o estilo da primeira metade do século XVIII; em um nível filosófico, ela apoiava as ideias do iluminismo. Ela também teve considerável importância política, conseguindo escritórios para amigos e familiares: seu irmão, Abel François Poisson, foi nomeado diretor e gestor orçamentário geral dos edifícios, jardins, artes e manufaturas do rei; bem como o marquês de Marigny. Sua maior conquista foi de usar sua influência para a derrubada de antigas alianças, na qual a França se aliou ao Sacro Império Romano, uma união que seria selada em 1770 pelo casamento do delfim Luís Augusto com a arquiduquesa Maria Antonieta da Áustria. Ela morreu em 1764 antes de ver os frutos de seu trabalho realizados.

Madame du Barry

O rei, depois de alguns anos em memória de sua maîtresse-en-titre, encontrou consolo em uma figura muito diferente, Madame du Barry. Nascida em 1746, de uma mãe pobre e pai desconhecido, ela trabalhou em Paris em uma loja de moda. Notada por um nobre, Jean du Barry, ela conseguiu entrar na alta sociedade se casando com seu irmão, Guillaume du Barry. Tendo se tornado amante do duque de Richelieu, ela também foi notada pelo rei, de quem se tornou amante oficial em 1769, causando um rebuliço. Pouco depois, a jovem arquiduquesa Maria Antoineta, filha da imperatriz Maria Teresa da Áustria, chegou à corte de Versalhes. A menina, profundamente católica e apoiada pelas filhas do rei, se opôs à autoridade que du Barry tinha sobre a corte e não a reconheceu em seu papel de amante oficial. Aproveitando o direito de falar (na verdade, um nobre menor não podia falar primeiro com um membro da família real), Maria Antonieta se recusou a falar com ela, desencadeando a ira da Madame e do rei. Correndo o risco de romper a recente aliança franco-austríaca, a delfina capitulou, mas apenas dois anos depois, e em 1 de janeiro de 1772, ela endereçou essa frase curta a du Barry: "Hoje existem muitas pessoas em Versalhes". O poder de Madame du Barry não demorou muito: em 1774, com a morte de Luís XV, ela foi removida da corte e Maria Antonieta tornou-se rainha. Madame du Barry viveu o resto de sua vida em seu Castelo de Louveciennes, onde continuou sua vida como cortesã no exílio, recebendo escritores e artistas (incluindo Élisabeth Vigée Le Brun) e permanecendo profundamente enraizada em princípios monárquicos. Durante a revolução, ela foi presa e guilhotinada em 8 de dezembro de 1793 na Praça da Revolução, a mesma praça que uma vez foi dedicada a Luís XV.

## Títulos, estilos, honras e armas

### Títulos e estilos
- 15 de fevereiro de 1710 – 8 de março de 1712: Sua Alteza Real, o Duque de Anjou
- 8 de março de 1712 – 1 de setembro de 1715: Sua Alteza Real, o Delfim de França
- 1 de setembro de 1715 – 10 de maio de 1774: Sua Majestade Cristianíssima, o Rei

Seu título e estilo formal era: "Luís XV, pela Graça de Deus, Rei da França e de Navarra".
Honras:
- Espanha: Cavaleiro da Ordem do Tosão de Ouro (13 de Março de 1739)

### Brasão de armas
| Após sua ascensão ao trono, Luís assumiu o brasão real de França e Navarra. |

## Descendência
| Nome                                         | Nascimento             | Morte                   | Notas |
| -------------------------------------------- | ---------------------- | ----------------------- | --- |
| Com Maria Leszczyńska                        |                        |                         | |
| Luísa Isabel de França                       | 14 de agosto de 1727   | 6 de dezembro de 1759   | Casou-se com Filipe, Duque de Parma, com descendência.                                                                  |
| Henriqueta Ana de França                     | 14 de agosto de 1727   | 10 de fevereiro de 1752 | Morreu de varíola. |
| Maria Luísa de França                        | 23 de julho de 1728    | 19 de fevereiro de 1733 | |
| Luís, Delfim da França                       | 4 de setembro de 1729  | 20 de dezembro de 1765  | Casou-se com Maria Teresa Rafaela da Espanha, com descendência. Casou-se com Maria Josefa da Saxônia, com descendência. |
| Filipe, Duque de Anjou                       | 30 de agosto de 1730   | 7 de abril de 1733      | |
| Maria Adelaide de França                     | 23 de março de 1732    | 27 de fevereiro de 1800 | |
| Vitória de França                            | 11 de maio de 1733     | 7 de junho de 1799      | Morreu de cancro da mama.                                                                                               |
| Sofia Filipina de França                     | 27 de julho de 1734    | 2 de março de 1782      | |
| Teresa Felicidade de França                  | 16 de maio de 1736     | 28 de setembro de 1744  | Morreu de varíola. |
| Luísa Maria de França                        | 15 de julho de 1737    | 23 de dezembro de 1787  | Tornou-se uma freira com o nome de Teresa.                                                                              |
| Com Paulina Felicidade de Mailly-Nesle       |                        |                         | |
| Carlos Emanuel de Vintimille, Marquês de Luc | 9 de setembro de 1741  | 24 de fevereiro de 1814 | Casou-se com Adélaïde de Castellane, com descendência.                                                                  |
| Com Maria Luísa O'Murphy                     |                        |                         | |
| Ágata Luísa de Saint-Antoine                 | 20 de maio 1754        | 1774                    | Casou-se com René-Jean-Mans de La Tour du Pin, Marquês de la Charce, com descendência.                                  |
| Margarida Vitória de Saint-Antoine           | 5 de janeiro de 1768   | 9 de setembro de 1830   | Casou-se com Jean-Didier Mesnard, Conde de Chousy, com descendência. Casou-se com Constant de Tournehem.                |
| Com Francisca de Chalus                      |                        |                         | |
| Filipe Luís, Duque de Narbonne Lara          | 28 de dezembro de 1750 | 10 de maio 1834         | Casou-se com Antoinette Françoise Claudine de La Roche-Aymon, com descendência.                                         |
| Luís Maria, Conde de Narbonne Lara           | 23 de agosto de 1755   | 17 de novembro de 1813  | Casou-se com Adélaïde Marie de Montholon, com descendência.                                                             |
| Com Ana de Romans                            |                        |                         | |
| Luís Aimé de Bourbon                         | 13 de janeiro de 1762  | 28 de fevereiro de 1787 | Abade de São Vicente de Metz.                                                                                           |
| Com Maria Teresa Boisselet                   |                        |                         | |
| Carlos Luís Cadet de Gassicourt              | 23 de janeiro de 1769  | 21 de novembro de 1821  | Casou-se com Madeleine Baudet.                                                                                          |